# Saga: Rage of the Vikings
Saga: Rage of the Vikings (tạm dịch: Saga: Cơn thịnh nộ của người Viking) là tựa game chiến thuật thời gian thực viễn tưởng do hãng Cryo Interactive phát triển và phát hành vào năm 1998. Trò chơi lấy bối cảnh lịch sử về cuộc sống và chiến đấu của người Viking huyền thoại trong suốt thời gian từ thế kỷ VIII đến X sau Công Nguyên.

## Lối chơi
Game có 7 dân tộc khác nhau và người chơi sẽ phải điều khiển họ qua từng màn của trò chơi. Các dân tộc bao gồm Viking, Giant, Dwarf, Troll, Elf, Centaur và Southlander (người phương Nam) đều có những đặc điểm, khả năng, dáng vẻ, vũ khí hết sức đặc trưng. Chẳng hạn như Dwarf là dân tộc duy nhất có thể xây mỏ và luyện quặng sắt. Các trận chiến được tiến hành khá đơn giản, người chơi chọn loại vũ khí (cung tên hay gươm giáo) và ra lệnh cho các đơn vị xung trận. Chiến binh của các dân tộc khác nhau sẽ có những khả năng khác nhau và có thể nâng cấp khả năng này bằng cách xây dựng xưởng rèn vũ khí, giáp trụ và công cụ tốt hơn. Với kinh nghiệm trận mạc, điểm danh dự sẽ tăng lên, cho phép người chơi khuất phục đối phương mà không cần xung trận, nhờ đó bảo toàn được lực lượng và thu giữ những nguồn tài nguyên mới.
Trong suốt toàn bộ trò chơi, người chơi sẽ phải chinh phục trên 60 bộ tộc khác nhau, quá trình này mất khá nhiều thời gian nhưng rất thú vị với các nhiệm vụ trong game có độ phức tạp tăng dần. Thông thường trong các game chiến lược, mỗi đơn vị nông dân, bộ binh, kỵ binh, cung thủ hay thầy pháp… đều được đào tạo từ những công trình xây dựng riêng biệt với một số kỹ năng bất biến thì nay logic đó đã được thay đổi trong Saga: Rage of the Vikings. Khi sinh ra, các cư dân Viking đều bình đẳng và không tự nhiên trở thành chiến binh mà phải nhờ vào sự chỉ huy của bạn. Với cùng một nhóm dân cư, thời bình người chơi có thể cho họ làm nông dân, thợ săn hay thợ mỏ nhưng khi có chiến tranh, họ lại trở thành các chiến binh hay cung thủ với những kỹ năng rất khác biệt (có một ngoại lệ là các thầy phù thủy không thể trở thành dân thường được). Thay đổi này là rất hợp lý vì tránh được tình trạng quá tải về số lượng các đơn vị dẫn đến mất khả năng kiểm soát của người chơi.
Việc hiểu rõ đặc tính của từng dân tộc đóng vai trò hết sức quan trọng để có thể chinh phục thành công. Đây là nhiệm vụ phức tạp và người chơi sẽ dần thu thập được kinh nghiệm qua diễn biến của trò chơi.
Trong Saga: Rage of the Vikings người chơi không thể xây hay mua các đơn vị. Các nhân vật được sinh ra theo đúng cách mà vạn vật duy trì nòi giống: trong mỗi ngôi nhà của người Viking có hai cư dân nam nữ sinh sống, họ có nhiệm vụ dự trữ lương thực chuẩn bị cho sự ra đời của các thành viên tương lai, các hoạt động kinh tế trong game khá phong phú và người chơi có thể tìm kiếm thực phẩm từ nhiều nguồn khác nhau như săn bắn, đánh bắt cá, trồng trọt và hái lượm hoa quả. Ngoài các nguồn tài nguyên thông thường,còn có nhiều loại quả giúp cho người chơi tạo bùa phép và ma thuật. Có bốn nhóm quyền năng ma thuật được xây dựng dựa trên bốn yếu tố cơ bản: không khí, rừng, đất và lửa. Đặc biệt ma thuật mạnh nhất trong game cho phép người chơi có thể triệu hồi thần Odin chiến đấu bên phe mình với khoảng thời gian giới hạn.
Riêng về trồng trọt, lúa giống được nông dân gặt từ ruộng hoang mang về canh tác ở những vùng đất màu mỡ gần khu dân cư và việc canh tác phụ thuộc rất nhiều vào thời tiết và khí hậu. Khác với kiểu làm nông liên tục trong game Age of Empires, sau khi gặt xong, người chơi phải đợi đến mùa xuân băng giá tan đi mới có thể bắt đầu một vụ lúa mới. Việc chế tạo công cụ lao động và vũ khí đòi hỏi phải có quặng sắt, nếu không có nguồn tài nguyên này thì người chơi buộc phải bán nông phẩm hoặc gỗ để mua sắt. Công cụ bằng sắt được sản xuất càng nhiều thì năng suất lao động càng cao đồng thời giáp trụ của các chiến binh cũng tăng lên đáng kể. Nếu người chơi ra lệnh cho một lao động vào làm việc trong lò rèn thì anh ta sẽ chủ động đi tìm những nguyên liệu cần thiết cho việc sản xuất là gỗ và quặng sắt. Nếu nguyên liệu được cung cấp đầy đủ và liên tục thì quá trình sản xuất sẽ không bị gián đoạn. Hoạt động thương mại trong game cũng khá phong phú vì hàng hóa, nguyên liệu, thực phẩm, khoáng sản, vũ khí đều có thể mua bán và trao đổi với các bộ tộc khác. Vấn đề là cần có sự phân công lao động, quản lý điều hành thật nhịp nhàng và chính xác bởi nếu không nền kinh tế sẽ bị mất cân đối và hậu quả là nạn đói, trì trệ và tự diệt vong.
Ngoài ra game còn có đồng hồ đếm ngược giúp người chơi biết được khi nào thời tiết thay đổi từ mùa hè sang mùa đông. Khác biệt về mùa không chỉ thể hiện ở lớp tuyết trắng thay cho các đồng cỏ xanh tươi mà diễn biến của trò chơi cũng bị ảnh hưởng đáng kể bởi các nhân vật di chuyển chậm hơn trên tuyết; mặt nước đóng băng giúp bạn đến được các vùng đất mà thông thường phải dùng thuyền để đi. Một điểm gây ấn tượng khác là tính hiện thực của động tác chèo thuyền. Khi phải đi ngược gió (người chơi có thể dễ dàng xác định hướng gió theo hướng bay của các đám mây), thủy thủ đoàn phải xếp buồm và căng tay chèo với tốc độ chậm hơn hẳn.

### Nhân vật
Mỗi nhân vật sẽ có các giá trị và kỹ năng sau đây:
- Kỹ năng lao động (biểu tượng lưỡi rìu): thể hiện tốc độ hoàn thành công việc.
- Kỹ năng cận chiến (biểu hiện bằng thanh gươm): thể hiện mức hiệu quả trong các trận đánh cận chiến.
- Kỹ năng bắn cung (biểu hiện bằng mũi tên): thể hiện độ chính xác khi dùng cung tên.
- Giá trị giáp trụ (biểu hiện bằng áo giáp): thể hiện khả năng bảo vệ chống sát thương.
- Kỹ năng ma thuật (biểu hiện bằng quả cầu lửa): thể hiện khả năng sử dụng ma thuật.
- Kỹ năng chống ma thuật (biểu hiện bằng chữ thập): thể hiện khả năng chống ma thuật, chỉ có ở người phương Nam.

### Công trình
Các công trình được đặc trưng bằng những giá trị sau đây:
- Số đơn vị nguyên liệu cần để xây dựng công trình.
- Chức năng của công trình.
- Lượng nguyên liệu tiêu thụ để tạo ra sản phẩm.
- Người điều hành
- Hiệu quả: chỉ số này càng cao, công việc hoàn tất càng nhanh.
- Độ bền vững.

## Đánh giá

### Đồ họa
Đồ họa của game được xây dựng dưới dạng 2D truyền thống khá đẹp và chi tiết. Bắt đầu là một đoạn phim giới thiệu đầy ấn tượng. Các công trình trong game được thiết kế rất chi tiết và người chơi có thể phóng to khi cần thiết. Ngoài sự khác biệt về sắc tộc, còn có sự phân biệt giới tính và người chơi sẽ sớm nhận thấy rằng yếu tố này được đưa vào game không phảichỉ để vui mắt. Toàn bộ trò chơi là những chuyển động không ngừng. Người chơi có thể xem các nhân vật xây dựng công trình hay khai thác tài nguyên, các chiến thuyền ngược xuôi trên biển và các chiến binh chiến đấu vì danh dự.

### Âm thanh
Khi xem xét những âm thanh trong game, là một sự kết hợp cả ưu điểm lẫn khuyết điểm. Một số khuyết điểm như không âm thanh không thực tế và hiệu ứng âm thanh có cường độ cao chẳng hạn tiếng chặt cây nghe rất khó chịu. trò chơi không hỗ trợ âm thanh 3D hoặc bất kỳ sound engine đặc biệt nào khác. Một vài ưu điểm bổi bật về âm thanh chính là lời nói của các đơn vị đã được Cryo Interactive tạo ra một cách sắc nét và rõ ràng.

### Điều khiển
Giao diện điều khiển khá đơn giản, chủ yếu sử dụng chuột để chọn và nhấn nhưng cũng có phím tắt để chọn và gọi nhóm, lưu các vị trí trên bản đồ… và các phím chức năng để điều chỉnh âm thanh, độ phân giải, lưu và nạp game. Với ai đã từng chơi các game như Age of Empires thì chắc chắn không gặp phiền toái gì về thao tác điều khiển. Còn những người chưa có kinh nghiệm thì chỉ cần qua vài màn tập luyện là có thể điều khiển trò chơi dễ dàng.

## Chơi mạng
Phần chơi mạng của game là điểm mạnh, game hỗ trợ mục chơi mạng thông qua phương thức kết nối IPX, TCP/IP, Modem hoặc kết nối cáp Serial. Người chơi cũng có thể lựa chọn các màn chơi sẵn có hoặc tải từ trên trang chủ của nhà sản xuất, ngoài ra game còn cung cấp thêm công cụ tạo màn cho những ai muốn tự tay mình tạo màn chơi riêng theo phong cách và sở thích của từng người. Số lượng người chơi có thể chơi phụ thuộc vào bản đồ được lựa chọn.